# Umbrella Corps
Umbrella Corps, connu sous le titre de Biohazard: Umbrella Corps au Japon, est un jeu vidéo de tir tactique développé et édité par Capcom et sorti le 21 juin 2016 en Amérique du Nord et en Europe, sur PC et PlayStation 4,,,.

## Système de jeu
Resident Evil : Umbrella Corp est un jeu de shooter compétitif qui est basé sur le jeu Resident Evil: The Mercenaries 3D et sur des « Mode Commando » de Resident Evil Revelations.